# Qualificazioni alla Coppa del Mondo di rugby femminile 2017
Le qualificazioni alla Coppa del Mondo di rugby femminile 2017 si tennero tra il 14 febbraio 2015 e il 17 dicembre 2016, e videro la partecipazione di 13 squadre nazionali che si affrontarono in tornei di qualificazione su base geografica.
Alla Coppa del Mondo 2017 parteciparono 12 federazioni, 7 delle quali già qualificate automaticamente in base ai risultati ottenuti nella Coppa del Mondo 2014 (Australia, Canada, Francia, Inghilterra, Irlanda, Nuova Zelanda e Stati Uniti).
Le altre cinque dovettero essere determinate da tornei e spareggi continentali e intercontinentali organizzati dalle varie confederazioni regionali (Rugby Europe, Oceania Rugby e Asia Rugby).
Stante la defezione del Sudafrica, di fatto le qualificazioni si ridussero a una zona europea che espresse 3 squadre, e un ripescaggio asiatico-oceaniano che ne espresse altre 2.
Al termine del percorso di qualificazione le squadre promosse alla competizione furono Italia, Galles, Spagna, Giappone e Hong Kong.

## Criteri di qualificazione
- Africa: nessuna squadra. Il Sudafrica era originariamente destinato a uno spareggio interzona con le due migliori asiatiche e la migliore oceaniana[1], ma decise altresì di non partecipare alle qualificazioni[2].
- Americhe: nessuna squadra. Canada e Stati Uniti erano qualificate di diritto.
- Asia e Oceania (2 qualificate): Asia Rugby organizzò un triangolare tra le migliori due del campionato asiatico 2016, che risultarono essere di diritto Giappone e Hong Kong (la federazione del Kazakistan si era disimpegnata dal gioco a 15 e non partecipò alle qualificazioni[3]) e la vincitrice dell’edizione 2016 del campionato oceaniano.
- Europa (3 qualificate): 9 squadre parteciparono alle selezioni. Qualificate d’ufficio Francia, Inghilterra e Irlanda, si contesero due posti diretti le altre tre squadre del Sei Nazioni femminile (Galles, Italia e Scozia). Fu stabilito che le migliori due tra di queste ultime tre squadre, da determinarsi con classifica avulsa aggregata delle edizioni 2015 e 2016, si qualificassero direttamente; la terza altresì affrontasse lo spareggio in gara doppia contro la vincitrice del campionato europeo femminile 2016[1], cui presero parte 6 squadre.

## Situazione prima degli incontri di qualificazione
| Fase                  | Americhe               | Europa                                                                                  | Oceania                     | Ripescaggi                                                                                            |
| --------------------- | ---------------------- | --------------------------------------------------------------------------------------- | --------------------------- | --- |
| Qualificate d’ufficio | - Canada - Stati Uniti | - Inghilterra - Francia - Irlanda                                                       | - Australia - Nuova Zelanda | |
| Esito qualificazioni  |                        | Qualificata Europa 1 Qualificata Europa 2 Qualificata Europa 3                          |                             | Qualificata Asia 1 Qualificata Asia 2 OPPURE Oceania                                                  |
| Terzo turno           |                        | Spareggio tra ultima del primo turno e vincente del secondo turno                       |                             | Spareggio asiatico-oceaniano                                                                          |
| Secondo turno         |                        | Campionato europeo 2016 - Belgio - Paesi Bassi - Rep. Ceca - Russia - Spagna - Svizzera |                             | Campionato asiatico 2016 - Giappone - Hong Kong Campionato oceaniano 2016 - Figi - Papua Nuova Guinea |
| Primo turno           |                        | Sei Nazioni 2015 e 2016 - Galles - Italia - Scozia                                      |                             | |

## Qualificazioni Europa

### Verdetto
- Italia: qualificata alla Coppa del Mondo come prima squadra europea
- Galles: qualificata alla Coppa del Mondo come seconda squadra europea
- Spagna: qualificata alla Coppa del Mondo come terza squadra europea

## Ripescaggi Asia — Oceania
A seguito della defezione del Kazakistan la cui federazione tagliò fondi per tentare la qualificazione olimpica), entrambe le squadre del campionato asiatico 2016 (Giappone e Hong Kong) passarono direttamente al ripescaggio, cui non si presentò il Sudafrica che decise di ritirarsi dalle qualificazioni.
Al torneo di Hong Kong per le ultime due squadre da destinare alla Coppa del Mondo si presentarono quindi le due citate asiatiche e la campione oceaniana Figi che il 5 novembre 2016 aveva battuto 37-10 la formazione di Papua Nuova Guinea.
Dopo le prime due partite del triangolare, in cui la squadra oceaniana fu battuta da entrambe le asiatiche, Giappone e Hong Kong, ormai con la qualificazione assicurata, si affrontarono nell’ultima giornata solo per stabilire quale fosse l’ordine di tabellone alla Coppa del Mondo.
Il Giappone vinse 20-8 e si qualificò come Asia 1, mentre Hong Kong affrontò i sorteggi dei gironi alla Coppa del Mondo come Asia 2.

### Torneo di qualificazione Asia — Oceania
| Arbitro: | Rachel Horton |

|                                                               |      |                |
| Olson-Thorne 13’, 67’ tecnica 24’ So 38’ Chong 46’ Gordon 54’ | mt   | 50’ Leweniqila |
| Garvey 13’, 24’, 38’, 46’, 54’, 67’                           | tr   | 50’ Rokouono   |
| Garvey 59’                                                    | c.p. |                |

| Arbitro: | Aimee Barrett-Theron |

| |      |  |
| Shimizu 10’, 35’ Taniguchi 42’ Tsutsumi 54’ Sakurai 60’ Bogidraumainadave 65’ Kurogi 73’ Inoue 78’ | mt   |  |
| Shimizu 35’, 42’, 60’                                                                              | tr   |  |
| Shimizu 4’, 17’, 40’                                                                               | c.p. |  |

| Arbitro: | Rebecca Hull-Mahoney |

|                                      |      |                |
| Suzuki 3’ Shimizu 8’, 47’ Minami 68’ | mt   | 73’ Li Nim Yan |
|                                      | c.p. | 57’ Garvey     |

#### Classifica
|   | Squadra   | G | V | N | P | P+ | P-  | P±  | B | PT |
| - | --------- | - | - | - | - | -- | --- | --- | - | -- |
| 1 | Giappone  | 2 | 2 | 0 | 0 | 75 | 8   | +67 | 2 | 10 |
| 2 | Hong Kong | 2 | 1 | 0 | 1 | 53 | 27  | +26 | 1 | 5  |
| 3 | Figi      | 2 | 0 | 0 | 2 | 7  | 100 | -93 | 0 | 0  |

### Verdetto
- Giappone: qualificata alla Coppa del Mondo come prima squadra asiatica
- Hong Kong: qualificata alla Coppa del Mondo come seconda squadra asiatica

## Quadro completo delle qualificazioni
In grassetto le squadre ammesse al turno successivo.
| Fase                  | Americhe               | Europa                                                                                    | Oceania                     | Ripescaggi                                                                                            |
| --------------------- | ---------------------- | ----------------------------------------------------------------------------------------- | --------------------------- | --- |
| Qualificate d’ufficio | - Canada - Stati Uniti | - Inghilterra - Francia - Irlanda                                                         | - Australia - Nuova Zelanda | |
| Esito qualificazioni  |                        | Qualificata Europa 1 - Italia Qualificata Europa 2 - Galles Qualificata Europa 3 - Spagna |                             | Qualificata Asia 1 - Giappone Qualificata Asia 2 - Hong Kong                                          |
| Terzo turno           |                        | - Scozia — Spagna                                                                         |                             | - Figi - Giappone - Hong Kong                                                                         |
| Secondo turno         |                        | Campionato europeo 2016 - Belgio - Paesi Bassi - Rep. Ceca - Russia - Spagna - Svizzera   |                             | Campionato asiatico 2016 - Giappone - Hong Kong Campionato oceaniano 2016 - Figi - Papua Nuova Guinea |
| Primo turno           |                        | Sei Nazioni 2015 e 2016 - Galles - Italia - Scozia                                        |                             | |